# Dossier 137
Dossier 137 es una próxima película francesa de drama criminal coescrita y dirigida por Dominik Moll. La película se estrenará mundialmente en la competición principal del Festival Internacional de Cine de Cannes de 2025, donde fue nominada a la Palma de Oro.

## Argumento
Cuando un joven resulta herido por un proyectil flash-ball durante las protestas de los chalecos amarillos, Stéphanie, investigadora del IGPN, recibe el encargo de determinar responsabilidades.

## Reparto
- Léa Drucker como Stéphanie
- Yoann Blanc
- Guslagie Malanda
- Antonia Buresi
- Kevin Debonne

## Producción
La fotografía principal tuvo lugar de octubre a diciembre de 2024. La película se rodó en París, Saint-Ouen, Saint-Dizier y Vitry-le-François.

## Estreno
Charades adquirió los derechos de venta internacionales de la película el 8 de enero de 2025. La película se proyectará en la competencia en el Festival Internacional de Cine de Cannes de 2025. Se estrenará en Francia el 19 de noviembre de 2025.